# Scetticismo (filosofia)
Lo scetticismo (dalla parola greca σκέψις (sképsis), che significa "ricerca", "dubbio", stessa radice del verbo sképtesthai che significa "osservare attentamente", dunque "esaminare") è una posizione filosofica, nell'ambito della gnoseologia, che nega la possibilità di raggiungere, con la conoscenza, la verità in senso assoluto.

## Descrizione
Lo scettico è dunque o colui che nega la possibilità di conoscere la verità, o colui che sospende il giudizio in attesa di migliori informazioni su cui deliberare. Più in dettaglio sul piano gnoseologico, pur non negando di possedere l'idea della cosa pensata, lo scettico può dubitare che il pensiero della realtà sia una rappresentazione attendibile della realtà stessa, poiché la conoscenza si basa sui sensi, che danno percezioni ingannevoli e mutabili nel tempo.
La presenza dello scetticismo segna tutta la storia della filosofia occidentale, antica e moderna. Esso, infatti, esprime un'istanza tipica dell'essere umano: la sua perenne insoddisfazione di fronte al proprio conoscere. Lo scetticismo può essere definito - in modo molto generico - come il momento di dissoluzione o reazione ad un dogmatismo: in quanto atteggiamento di risposta, perciò, l'ipotesi scettica di volta in volta si adegua al dogmatismo cui fa riferimento.  La storia del pensiero occidentale è continuamente segnata da questa oscillazione tra affermazione dogmatica e reazione scettica:
- Parmenide → sofisti,
- Platone-Aristotele → lo scetticismo classico pirroniano,
- Filosofia cristiana scolastica → Ockham-Montaigne,
- Descartes → Hume,
- Kant → Schulze (che vedeva nel noumeno un principio dogmatico),
- Idealismo → Esistenzialismo.

## Lo scetticismo ellenistico
Seppur anticipato dal sofista Gorgia, le origini dello scetticismo classico si collocano nella Grecia del IV secolo a.C..
Una tradizione accademica ormai consolidata suddivide lo scetticismo in tre periodi:
1. pirronismo,
2. scetticismo della Media Accademia,
3. neoscetticismo, o scetticismo fenomenista.

### Pirronismo
Il pirronismo deriva la sua denominazione da Pirrone di Elide (360-275 a.C.) e fa capo a lui e al suo discepolo Timone di Fliunte (circa 320 a.C. - circa 230 a.C.). La corrente filosofica, che si sviluppa tra la seconda metà del IV secolo a.C. e il III secolo a.C., afferma l'impossibilità di conoscere una realtà sempre contingente e mutevole; al saggio, perciò, non resta che l'aphasía: restare come muto e rinunciare ad ogni affermazione qualificante.
Poiché in queste condizioni non esiste conoscenza, ne consegue che anche il comportamento pratico, che discende dal sapere, dovrà basarsi sull'assenza di ogni specifica azione considerata buona "in sé"; in questo modo il saggio può conseguire l'atarassia, l'imperturbabilità, la capacità di non farsi coinvolgere in passioni e sentimenti, e attraverso questa imperturbabilità raggiungerà la felicità, che è il fine di ogni percorso filosofico.
Lo scetticismo di Pirrone sorgeva dalla sua stessa esperienza esistenziale, dalla sua vita. Pirrone, infatti, aveva seguito Alessandro Magno in Oriente, dove aveva potuto incontrare popoli con altri valori, altri criteri di vita: come si sarebbe potuto dare ragione agli uni piuttosto che agli altri? È inoltre possibile che, proprio in Oriente, Pirrone sia venuto a contatto con forme di pensiero che teorizzavano la vanità di ogni conoscenza (Māyā).
Lo scetticismo finì così per riempire la vita stessa di Pirrone. Il filosofo visse con coerenza il proprio essere scettico: non lasciò teorie scritte e organizzate; dimostrò che la vita ha un senso anche senza che abbia alla sua base qualcosa che si reputi come verità (è lo sconvolgimento della ricerca della physis e del collegamento physis-areté dell'intellettualismo socratico-platonico-aristotelico). Se l'essere umano non è in grado di cogliere la physis, lo scetticismo diventa esso stesso uno stile di vita, dando così un significato all'esistenza umana.
(Diogene Laerzio, Vite dei filosofi, IX, 62)
Pirrone, come riporta il suo discepolo Timone, citato a sua volta da Eusebio di Cesarea, affermava che chi vuole essere felice deve considerare:

- quale sia la natura delle cose,

- come noi dobbiamo disporci di fronte ad esse,
 
- quali siano le conseguenze di questa disposizione.
Rispetto al primo problema, Pirrone afferma che le cose sono ugualmente indifferenti, immisurabili e indiscriminabili. Ma a essere indifferenti sono le cose in sé stesse, oppure è così che si presentano a noi a causa dei nostri strumenti conoscitivi inadeguati? Molto probabilmente Pirrone deve essere interpretato nel primo senso: come uno che "sa" che le cose sono in sé indifferenti, immisurabili e indiscriminabili, come uno che sia riuscito a conoscere in qualche modo la natura del divino e del bene e di fronte a questa esperienza, che non si può verbalizzare o concettualizzare, gli enti perdono di significato e di spessore.
Si tratta, quindi, di uno scetticismo "relativo", non assoluto (non a caso Cicerone metteva Pirrone tra i filosofi dogmatici): una verità assoluta viene colta, ma è incomunicabile. La disposizione corretta di fronte alle cose è dunque quella di un distacco teoretico e pratico. Conseguenze sono proprio l'aphasia (a livello teoretico, l'atteggiamento scettico più coerente) e l'atarassia (a livello pratico: pace interiore come conseguenza dell'indifferenza).
Lo scetticismo è perciò un'ipotesi gnoseologica di carattere autolimitativo e pragmatico, che guarda alla realtà e ne trae i pochi elementi certi ed utili per impostare un orizzonte anti-dottrinario e condurre la propria esistenza in modo imperturbabile e indifferente alle emozioni della contingenza.
Ciò non comporta affatto la negazione dell'esistenza stessa del mondo reale, ma piuttosto che le teorie su di esso non possono pretendere di spiegarne la natura profonda. Così anche «Timone, discepolo di Pirrone, è convinto che l'indifferenza assoluta di fronte a tutte le cose porti all'afasia e all'imperturbabilità. Cioè alla felicità.» 

### Scetticismo nella Media Accademia
In questa sua seconda stagione, lo scetticismo si muove verso posizioni più radicali: i filosofi che difendono questa posizione si fanno sostenitori dell'inesistenza di ogni principio di conoscenza o verità, e rivolgono tutto il proprio impegno a combattere il dogmatismo, in specie quello sostenuto dagli stoici.

#### Il problema della conoscenza
L'unico atteggiamento del saggio deve essere quello della epoché, della sospensione del giudizio, ossia l'astensione da un determinato giudizio o valutazione qualora non risultino disponibili sufficienti elementi per formulare il giudizio stesso, sino a giungere al radicale rifiuto della catalessi, cioè dell'assenso a qualsiasi pronunciamento della ragione a proposito della realtà.
Uno dei principali esponenti dello scetticismo della Media Accademia fu Arcesilao, che negava la possibilità di qualsiasi conoscenza vera come sostenevano gli stoici, secondo i quali noi riceviamo dagli oggetti una sensazione, che produce una rappresentazione alla quale l'uomo dà razionalmente il suo assenso (catalessi). Arcesilao contestava questa concezione degli stoici poiché la rappresentazione si origina da un evento sensibile, per sua natura contingente, a cui la catalessi si applica in modo automatico e acritico.
Carneade allargò la critica di Arcesilao a tutti i sistemi filosofici, non solo a quello stoico: non esiste alcun criterio assoluto di verità, né la via empirica, né la via razionale, né l'unione delle due.

#### Il problema morale
Se però secondo lo scetticismo alla ragione non è data la possibilità di conoscere il vero, come potrà essa guidare i comportamenti morali dell'uomo? Per l'etica stoica, il saggio conosce la verità e si comporta di conseguenza, e per la massa di coloro che non riescono a raggiungere personalmente la verità la guida da seguire sarà quella del dovere, imposto dalla società e dalle tradizioni morali.
Per Arcesilao il comportamento morale non è dettato da sicuri motivi razionali ma solo da ciò che appare "ragionevole", "plausibile". Noi umani non siamo in grado di dare fondamento ad un'etica: l'etica stessa si impone, senza motivare razionalmente ciò che prescrive di mettere in atto.
Gli stessi principi di non assolutezza guidano la morale secondo Carneade, che la fonda sul πιθανόν (pithanòn, "persuasivo"), sul "probabile":
- l'uomo deve seguire quei giudizi, quelle rappresentazioni che sembrano avere qualche probabilità di essere vere (senza cercarne la verità in assoluto);
- tra questi giudizi, bisogna scegliere quell'unico che appaia probabile e che non sia contraddetto dall'insieme degli altri giudizi.

Quindi, anche se non si può fondare l'etica su una base di affermazioni "assolutamente vere", le scelte non possono essere fatte a caso: il probabilismo diventa così l'esito etico dello scetticismo.

#### La fine di ogni certezza
Gli scettici del periodo centrale dell'Ellenismo, inoltre, sembrano prendere coscienza che dalla estremizzazione del dubbio non può sfuggire neanche lo scetticismo stesso: anche ciò che sostiene lo scettico ricade sotto il dubbio radicale, come facevano notare gli stessi Arcesilao e Carneade, i quali affermavano che alla fine non potevano avere nessun principio di certezza, neppure i principi da essi stessi assunti come guide dell'azione pratica (la "ragionevolezza" secondo Arcesilao, e il "persuasivo" secondo Carneade).
Neanche questi criteri dell'azione pratica, quindi, hanno un valore di certezza dogmatica o sono in grado di farci conseguire con certezza la felicità, ma comunque possono facilitare il nostro agire indicandoci ciò che è opportuno e utile fare, così come risulta dalla constatazione di un gran numero di casi nei quali quei criteri proposti dallo scetticismo sono stati efficaci.

### Neoscetticismo
Enesidemo di Cnosso (ca 80 a.C. – circa 10 a.C.), Agrippa (vissuto nella seconda metà del I secolo d.C.) e Sesto Empirico (II secolo) sono gli esponenti di un ulteriore sviluppo dello scetticismo antico.
Nel loro scetticismo radicale, questi pensatori affermano che nulla può essere conosciuto in modo certo, né mediante la sensazione, né mediante il pensiero. Ambedue i filosofi  elencarono una serie di tropi, (trópoi, "modi"), argomenti fondamentali, obiezioni per dimostrare ai dogmatici la necessità di sospendere il giudizio su ogni questione.
Secondo Enesidemo, le condizioni per una conoscenza vera sarebbero tre:
- che esista una certa stabilità dell'essere, in grado di fondare i primi principi,

- che esista il legame causa-effetto,

- che sia possibile una inferenza metafenomenica (che cioè sia possibile andare oltre ciò che appare, per cogliere qualcosa d'altro, di cui ciò che appare sarebbe "simbolo").
Enesidemo vuole smantellare questi tre presupposti:
- Non c'è stabilità dell'essere: l'essere, così come io lo vedo, è e non è, continuamente cambia; se non si dà stabilità dell'essere, non sono attendibili i principi logici fondamentali di identità, non contraddizione e tertium non datur;
- Proprio nei suoi "tropi" Enesidemo mostra come non sia possibile sostenere la validità del principio di causalità;
- Enesidemo si oppone, infine, alla convinzione che ciò che appare sia segno, simbolo, apertura a qualcosa che sia "altro" da sé.[10]

Nel suo esplicito scetticismo, anche Sesto Empirico  afferma che noi non conosciamo le cose in sé, ma soltanto le sensazioni colte dall'intelletto che "velano", piuttosto che rivelare, gli oggetti stessi, e tutto ciò che conosciamo sono le nostre impressioni. Anche l'elaborazione delle conoscenze, propria dell'intelletto, è solo elaborazione di impressioni, e pertanto resta una conoscenza soggettiva.
Evidentemente, lo scetticismo è sempre a rischio di una deriva nella contraddittorietà, soprattutto ogni volta che si pone come verità un'affermazione auto-confutante come «Non esiste alcuna verità. Questa affermazione è vera». Uno scetticismo assoluto e coerente, dunque, è impossibile, perché si ridurrebbe al silenzio.
La negazione radicale della verità, tuttavia, non deve essere intesa come una affermazione indiscutibilmente vera, cosa che contraddirebbe lo stesso principio scettico, bensì come una negazione che nega, oltre che il proprio contenuto, anche se stessa: negando cioè qualsiasi pretesa di dare a questa stessa negazione un valore assoluto e dogmatico.
Come diceva Sesto Empirico le formulazioni scettiche 
(Sesto Empirico, Schizzi pirroniani, I,206)
In questo modo lo scettico può recuperare la sua "sanità" quasi per caso, come accadde al pittore Apelle:
(Sesto Empirico, Schizzi pirroniani I,19-35)

## Lo scetticismo moderno
Lo scetticismo nel pensiero moderno assume toni meno radicali di quello antico, negatore di ogni possibilità di apprendere la verità, asserendo semplicemente che il sapere è necessariamente collegato alla singola coscienza individuale che muta a seconda delle particolari caratteristiche del soggetto.
Riguardo alla religiosità lo scetticismo moderno si riferisce a una civiltà non più pagana, che era caratterizzata da una "religiosità debole", ma ad una ormai cristiana, con una "religiosità forte" ma indeterminata.

### Montaigne
Nel periodo rinascimentale Montaigne (1533 - 1592) nella sua opera Apologia di Raimondo di Sebonda riprende il tema scettico della illusorietà di una verità che non può basarsi su un'impossibile pretesa corrispondenza tra i concetti, costanti nella loro struttura, e i dati sensoriali sempre diversi e mutevoli. Di conseguenza, sostiene Montaigne, non esistono leggi universali che possano dare la stessa immutabile visione della realtà. Nell'ambito dell'autocoscienza invece, poiché vi è una perfetta coincidenza dell'io con sé stesso, si possono costituire leggi morali permanenti e identiche per tutti allo stesso modo, mentre sono destinate a mutare sia le leggi del diritto positivo che le norme religiose.
Parafrasando un testo degli Schizzi pirroniani di Sesto Empirico, Montaigne delinea nei suoi Saggi l'alternativa interna allo scetticismo, tra la via degli accademici che negavano si potesse conoscere mai qualcosa, e quella dei pirronisti che preferivano sospendere il giudizio e proseguire nella ricerca . Quella pirroniana era per lui la scelta più ragionevole e che maggiormente si opponeva a un uso dogmatico della ragione .

### Cartesio
Un motivo che sostiene la scelta scettica sono gli errori, a cui la nostra conoscenza è sempre esposta. René Descartes parla proprio della fallacia dei sensi e della liceità del dubbio, persino di fronte ai giudizi matematici o alla stessa esistenza di un mondo esterno.

### Hume
Anche David Hume (1711-1776) si definiva scettico, sebbene non pirroniano. Ma il suo è uno scetticismo moderato, diverso da quello tradizionale: è assente infatti la sospensione del giudizio e vi si sostiene la necessità di avere dei principi soggettivi della verità che possano guidare la vita pratica degli uomini.
Quella di Hume è più un'analisi razionale di ciò che la ragione può sapere, dei limiti in cui le pretese della ragione devono confinarsi: la ragione quindi diventa allo stesso tempo imputato, giudice e giuria. Lo scetticismo di Hume consiste nel considerare la conoscenza qualcosa di soltanto probabile e non certo, benché provenga dall'esperienza, che il filosofo riteneva essere l'unica fonte della conoscenza.
Così, sebbene gran parte della conoscenza fenomenica si riduca soltanto ad una conoscenza probabile, Hume inserisce anche un campo di conoscenze certe, ovvero quelle matematiche, che sono indipendenti da ciò che realmente esiste e frutto soltanto di processi mentali.
Hume solca quindi soltanto dei confini alle pretese della ragione, sebbene molto drastici: il principio di causalità, l'esistenza del mondo esterno a noi, l'io e molti altri aspetti del mondo che fino a quel momento parevano ovvi e scontati vengono declassati a semplici "abitudini" e "credenze". Abitudini necessarie però alla vita umana.

### Hegel
Mentre quindi lo scetticismo moderno afferma l'impossibilità per la ragione di cogliere nei dati sensibili un contenuto di verità, ma nello stesso tempo riconosce degli elementi di verità all'interno della coscienza sensibile, per cui le sensazioni in se stesse possono essere prese come vere, lo scetticismo antico, pur riconoscendo la soggettività di ogni conoscenza, nega, sia alla ragione che alla sensibilità, ogni possibilità di cogliere la verità.
Un dubbio radicale quello degli antichi, tale da porsi come «negatività cosciente e universale; come cosciente, essa dimostra, come universale, estende a tutto la sua non verità dell'oggettivo» Lo scetticismo antico cioè è il risultato di un'attività di critica razionale che dimostrava alla fine come sia alla ragione che alla sensibilità fosse impossibile attingere un qualche grado di verità.
Lo stesso Hegel (1770-1831) però evidenzia nella radicalità del dubbio scettico la sua positività: riprendendo per un certo verso la posizione kantiana sullo scetticismo di Hume, egli osserva infatti come pur negando ogni validità alla verità oggettiva lo scetticismo non si deve considerare come «il più pericoloso avversario della filosofia» poiché proprio esso contribuisce al progresso del pensiero filosofico avvertendolo della contingenza della realtà ed evitandogli di cadere nel "sonno" kantiano del dogmatismo.